# Stange kommun
Stange kommun (norska: Stange kommune) är en kommun i Innlandet fylke i sydöstra Norge. Kommunens centralort är tätorten Stange. 

## Administrativ historik
Stange kommun bildades på 1830-talet samtidigt med flertalet andra norska kommuner. 1964 slogs Romedals och Stange kommuner ihop.

## Tätorter
I Stange kommun finns åtta tätorter:
- Bekkelaget
- Gata
- Hamar (del av)
- Ilseng (del av)
- Romedal
- Stange (centralort)
- Sørbygdafeltet
- Tangen

Orten Bottenfjellet (Åsbygda) har tidigare räknats som en tätort men uppfyller inte längre kriterierna.

## Socknar
Inom Norska kyrkan är Stange kommun indelad i fem socknar:
- Ottestads socken
- Romedals socken
- Stange socken
- Tangens socken
- Vallsets socken

Socknarna ingår i Hamars domprosteri i Hamars stift.